# Antonio Cabot Saval
Antonio Cabot Saval, también conocido como Toni Cabot (Aguas de Busot, 1964) es un periodista y escritor español que ha desarrollado casi toda su carrera profesional en la prensa deportiva. Entre 2016 y 2018 fue director de Diario Información.

## Carrera periodística
Licenciado en periodismo, en 1988 ingresó en la redacción de deportes de Diario Información, medio en que firma sus noticias como Toni Cabot. 
En abril de 2016 Toni Cabot sucedió a Juan Ramón Gil en la dirección del diario y en septiembre de 2018, Cabot fue nombrado director del Club Información.

## Eventos
Desde septiembre de 2018 también se encarga de la Dirección de Eventos del periódico. Con anterioridad, en 2018 ya había estado vinculado a algunos de los eventos más significativos de su provincia, por ejemplo representando al sabio de Oriente Melchor en la Cabalgata de Reyes Magos.

## Libros
Los libros publicados por Cabot desarrollan la trayectoria de personalidades deportivas especialmente vinculadas a la provincia de Alicante. Los títulos son:
- Miriam Blasco, el precio del oro (1996)
- Asensi. Papá, misión cumplida: no hice el ridículo (2015)[4]